# Kanin Point
Der Kanin Point (englisch für Kaninchenlandspitze) ist eine felsige Landspitze an der Nordküste Südgeorgiens im Südatlantik. Am Südufer des Husvik Harbor bildet sie 3 km westsüdwestlich des Kelp Point die westliche Begrenzung der Alert Cove.
Die von Teilnehmern der Discovery Investigations 1928 vorgenommene Benennung als Rocky Point wurde verworfen, da in der Walfangstation Husvik diese Landspitze unter dem hier aufgeführten Namen bekannt war. Hintergrund dieser Benennung sind offenbar mehrere Versuche ab 1872, Kaninchen auf Südgeorgien anzusiedeln.